# Луваги, Вероник
Вероник Луваги (фр. Véronique Louwagie) — французский политик, член партии Республиканцы, депутат Национального собрания от департамента Орн.

## Биография
Родилась 20 марта 1961 года в деревне Бюи-сюр-Дамвиль (департамент Эр). По образованию — бухгалтер-эксперт, работала в этой области до 2014 года; в 2002 году вступила в партию Объединение в поддержку Республики, позднее реформированную в Союз за народное движение. В 2010 году была избрана в Совет региона Нижняя Нормандия, представляла оппозицию в комитете по финансам. В 2011 году Вероник Луваги была избрана в Генеральный совет департамента Орн от кантона Л’Эгль-Уэст; в том же году стала секретарем отделения партии Союз за народное движение в департаменте Орн.
В июне 2012 года Вероник Луваги была избрана депутатом Национального собрания Франции от 2-го избирательного округа департамента Орн, получив во 2-м туре 60 % голосов. В Национальном собрании была членом Комиссии по экономике, финансам и контролю за бюджетом. В июне 2016 года выступала с докладом по вопросу налогообложения производства продуктов питания.
В марте 2014 года Вероник Луваги возглавила список правых на муниципальных выборах в городе Л’Эгль и привела его к победе, заняв по итогам выборов пост мэра четвертого по численности населения города департамента Орн. После избрания в декабре этого же года Николя Саркози президентом партии Союз за народное движение по его представлению была избрана национальным секретарем партии по вопросам поиска новых талантов. На праймериз правых в 2016 году поддерживала Франсуа Фийона.
В июне 2017 года Вероник Луваги сохранила мандат депутата Национального собрания по итогам парламентских выборов, после чего, в соответствии с требованиями закона о невозможности совмещения мандатов, ушла в отставку с поста мэра Л’Эгля.
В июне 2021 года Вероник Луваги в паре с Филиппом Ван-Орном была избрана в Совет департамента Орн от кантона Л’Эгль.
Будучи противником реформы 35-часового рабочего дня во Франции, она отстаивает идею «работать больше, чтобы зарабатывать больше [ … ], чтобы работа всегда приносила больше, чем помощь».
На выборах в Национальное собрание в 2022 году Вероник Луваги в третий раз баллотировалась во втором округе департамента Орн от правого блока и сохранила мандат депутата, набрав во втором туре 60,8 % голосов. Избрана вице-председателем Комиссии по экономике, финансам и контролю за бюджетом Национального собрания.
23 декабря 2024 года при формировании правительства Байру назначена министром-делегатом торговли, ремёсел, малого и среднего предпринимательства, социальной и солидарной экономики при министре экономики, финансов, промышленного и цифрового суверенитета.

## Занимаемые должности
22.03.2010 — 28.06.2012 — член Совета региона Нижняя Нормандия 

03.04.2011 — 04.04.2014 — член Генерального совета департамента Орн от кантона Л’Эгль-Уэст 

04.04.2014 — 10.07.2017 — мэр города Л’Эгль 

с 20.06.2012 — депутат Национального собрания Франции от 2-го округа департамента Орн 

с 01.07.2021 — член Совета департамента Орн от кантона Л’Эгль 